# Associazione Calcio Renate 2019-2020
Questa voce raccoglie le informazioni riguardanti l'Associazione Calcio Renate nelle competizioni ufficiali della stagione 2019-2020.

## Stagione
Nella stagione 2019-2020 il Renate disputa il girone A del campionato di Sere C. Un campionato che non si è riusciti a portare a termine, a causa dell'aggravarsi della Pandemia da Covid-19, che non risparmia nemmeno il mondo del calcio. Il torneo viene sospeso a fine febbraio quando erano state giocate ventisette gare sulle 38 previste. Poi l'8 giugno arriva la decisione del Consiglio Federale che omologa il torneo, promuovendo le prime di ogni girone in Serie B, Monza, L.R. Vicenza e Reggina, la disputa dei Play-off e Play-out, per ultimare promozioni e retrocessioni. La Reggiana vince i Play-off e sale anch'essa in Serie B. Il Renate allenato da Aimo Diana al momento della sospensione è quinto con 43 punti, con il diritto quindi di giocare i Play-off. Entra in scena nella fase nazionale il 9 luglio incrociando il Novara. Sono trascorsi oltre quattro mesi dall'ultima gara giocata, a Meda si impone (1-2) il Novara. Con 13 reti firmate il miglior marcatore dei nerazzurri è stato Francesco Galuppini, delle quali 11 in campionato in 27 partite giocate. Nella Coppa Italia di Serie C ad agosto il Renate vince il girone A di qualificazione, superando il Como ed il Gozzano, poi nel primo turno ad eliminazione diretta esce dal torneo, perdendo (4-1) con la corazzata Monza.

## Divise e sponsor
Il fornitore tecnico per la stagione 2019-2020 è Legea, mentre gli sponsor ufficiali sono Yale (sulla prima e terza divisa) e Carer (sulla seconda divisa).
| Casa | Trasferta | Terza divisa |

## Rosa
| N. |                    | Ruolo | Calciatore          |
| -- | ------------------ | ----- | ------------------- |
| 4  | Italia (bandiera)  | C     | Roberto Ranieri     |
| 5  | Italia (bandiera)  | D     | Dario Teso          |
| 6  | Italia (bandiera)  | D     | Antonio Magli       |
| 7  | Italia (bandiera)  | D     | Marco Anghileri     |
| 8  | Albania (bandiera) | C     | Elvis Kabashi       |
| 9  | Italia (bandiera)  | A     | Vincenzo Plescia    |
| 10 | Croazia (bandiera) | A     | Paolo Grbac         |
| 11 | Italia (bandiera)  | D     | Luca Pizzul         |
| 12 | Italia (bandiera)  | P     | Simone Stucchi      |
| 12 | Italia (bandiera)  | P     | Luca Crosta         |
| 13 | Tunisia (bandiera) | D     | Rayyan Baniya       |
| 14 | Italia (bandiera)  | A     | Francesco Galuppini |

| N. |                    | Ruolo | Calciatore            |
| -- | ------------------ | ----- | --------------------- |
| 16 | Italia (bandiera)  | C     | Alessio Militari      |
| 17 | Italia (bandiera)  | A     | Federico Pelle        |
| 18 | Italia (bandiera)  | A     | Lorenzo Sorrentino    |
| 19 | Italia (bandiera)  | D     | Stefano Marchetti     |
| 20 | Albania (bandiera) | C     | Armand Rada           |
| 21 | Italia (bandiera)  | C     | Loris Damonte         |
| 22 | Italia (bandiera)  | P     | Giacomo Satalino      |
| 23 | Italia (bandiera)  | A     | Piergiuseppe Maritato |
| 23 | Italia (bandiera)  | C     | Jacopo Scaccabarozzi  |
| 24 | Italia (bandiera)  | D     | Marcello Possenti     |
| 25 | Italia (bandiera)  | A     | Carmine De Sena       |
| 27 | Italia (bandiera)  | D     | Davide Guglielmotti   |

## Calciomercato

### Sessione estiva(dall'1/7 al 2/9)
| Acquisti | Acquisti              | Acquisti        | Acquisti      |
| R.       | Nome                  | da              | Modalità      |
| -------- | --------------------- | --------------- | ------------- |
| P        | Giacomo Satalino      | Sassuolo        | prestito      |
| P        | Simone Stucchi        | Pergolettese    | fine prestito |
| D        | Rayyan Baniya         | Verona          | prestito      |
| D        | Gabriel Corna         | Lecco           | fine prestito |
| D        | Antonio Magli         | Fano            | svincolato    |
| D        | Stefano Marchetti     | Atalanta        | prestito      |
| D        | Luca Pizzul           | Triestina       | prestito      |
| D        | Marcello Possenti     | Forlì           | svincolato    |
| D        | Luca Villa            | Pergolettese    | fine prestito |
| C        | Loris Damonte         | Albissola       | svincolato    |
| C        | Elvis Kabashi         | Dinamo Bucarest | svincolato    |
| C        | Alessio Militari      | Bologna         | prestito      |
| C        | Roberto Ranieri       | Atalanta        | definitivo    |
| A        | Francesco Galuppini   | Parma           | definitivo    |
| A        | Paolo Grbac           | Virtus Verona   | svincolato    |
| A        | Piergiuseppe Maritato | Reggina         | svincolato    |
| A        | Federico Pelle        | Inter           | prestito      |
| A        | Vincenzo Plescia      | Empoli          | definitivo    |
| A        | Nicolò Sofia          | Pergolettese    | fine prestito |

| Cessioni | Cessioni            | Cessioni           | Cessioni      |
| R.       | Nome                | a                  | Modalità      |
| -------- | ------------------- | ------------------ | ------------- |
| P        | Matteo Cincilla     | Ravenna            | svincolato    |
| P        | Stefano Tarolli     | Foggia             | fine prestito |
| P        | Antonio Vinci       | NibionnOggiono     | prestito      |
| D        | Giacomo Caccin      | Cittadella         | fine prestito |
| D        | Denis Caverzasi     | Pro Sesto          | svincolato    |
| D        | Gabriel Corna       | Crema              | prestito      |
| D        | Francesco Li Gotti  |                    | svincolato    |
| D        | Giusto Proia        |                    | svincolato    |
| D        | Lorenzo Saporetti   | Parma              | fine prestito |
| D        | Diego Vannucci      | Virtus Verona      | svincolato    |
| D        | Luca Villa          | Pergolettese       | prestito      |
| C        | Antonio D'Alena     | Torino             | fine prestito |
| C        | Andrea Doninelli    |                    | svincolato    |
| C        | Gabriele Geraci     | Inveruno           | prestito      |
| C        | Nicola Pavan        | Cittadella         | definitivo    |
| C        | Stefano Pennati     | Legnano            | prestito      |
| C        | Alessandro Quaini   | Genoa              | fine prestito |
| C        | Matteo Rossetti     | Torino             | fine prestito |
| C        | Lorenzo Simonetti   | Parma              | fine prestito |
| C        | Dario Venitucci     | Luparense          | svincolato    |
| A        | Ivan Castria        | NibionnOggiono     | prestito      |
| A        | Francesco Finocchio |                    | svincolato    |
| A        | Guido Gomez         |                    | svincolato    |
| A        | Emiliano Pattarello | Bologna            | fine prestito |
| A        | Reno Piscopo        | Wellington Phoenix | definitivo    |
| A        | Nicolò Sofia        | Tritium            | svincolato    |
| A        | Alberto Spagnoli    | Modena             | svincolato    |
| A        | Andrea Vassallo     | Bologna            | fine prestito |

### Sessione invernale(dal 2/1 al 31/1)
| Acquisti | Acquisti             | Acquisti | Acquisti      |
| R.       | Nome                 | da       | Modalità      |
| -------- | -------------------- | -------- | ------------- |
| P        | Luca Crosta          | Cagliari | prestito      |
| C        | Gabriele Geraci      | Inveruno | fine prestito |
| C        | Jacopo Scaccabarozzi | Lecco    | prestito      |
| A        | Lorenzo Sorrentino   | Gubbio   | definitivo    |

| Cessioni | Cessioni        | Cessioni      | Cessioni |
| R.       | Nome            | a             | Modalità |
| -------- | --------------- | ------------- | -------- |
| P        | Simone Stucchi  | Tritium       | prestito |
| D        | Dario Teso      | Giana Erminio | prestito |
| C        | Gabriele Geraci | Fanfulla      | prestito |

## Risultati

### Serie C

#### Girone di andata
| Arbitro: | Paterna (Teramo) |

|  |           |                               |
|  | Marcatori | 67’ (rig.) Grbac 76’ Possenti |

| Arbitro: | Giordano (Novara) |

|                                                  |           |  |
| Galuppini 16’, 58’ (rig.) Pizzul 24’ Plescia 47’ | Marcatori |  |

| Arbitro: | Cavaliere (Paola) |

|               |           |  |
| Arrighini 53’ | Marcatori |  |

| Arbitro: | Scarpa (Collegno) |

|                          |           |                 |
| Maritato 66’ (rig.), 89’ | Marcatori | 35’ Gabrielloni |

| Arbitro: | Virgilio (Trapani) |

|                              |           |  |
| Guglielmotti 62’ Kabashi 85’ | Marcatori |  |

| Pistoia 25 settembre 2019, ore 18:30 CEST 6ª giornata | Pistoiese            | 0 – 0 referto | Renate | Stadio Marcello Melani (650 spett.)\| Arbitro: \| Costanza (Agrigento) \| |
| Arbitro:                                              | Costanza (Agrigento) |               |        |                                                                           |

| Meda 29 settembre 2019, ore 17:30 CEST 7ª giornata | Renate         | 0 – 0 referto | Carrarese | Stadio Città di Meda (350 spett.)\| Arbitro: \| Carella (Bari) \| |
| Arbitro:                                           | Carella (Bari) |               |           |                                                                   |

| Arbitro: | Emmanuele (Pisa) |

|  |           |               |
|  | Marcatori | 17’ Galuppini |

| Arbitro: | Centi (Viterbo) |

|                                           |           |  |
| Guglielmotti 5’, 24’ Galuppini 21’ (rig.) | Marcatori |  |

| Arbitro: | Petrella (Viterbo) |

|                         |           |              |
| Olivieri 50’ Lanini 86’ | Marcatori | 8’ Galuppini |

| Arbitro: | Monaldi (Macerata) |

|               |           |                |
| Anghileri 48’ | Marcatori | 42’ Bortolussi |

| Arbitro: | Perenzoni (Rovereto) |

|                            |           |                                   |
| Iocolano 13’ Armellino 42’ | Marcatori | 90+3’ Guglielmotti 90+5’ Maritato |

| Meda 3 novembre 2019, ore 15:00 CET 13ª giornata | Renate         | 0 – 0 referto | Siena | Stadio Città di Meda (300 spett.)\| Arbitro: \| Rutella (Enna) \| |
| Arbitro:                                         | Rutella (Enna) |               |       |                                                                   |

| Arbitro: | Cascone (Nocera Inferiore) |

|  |           |                                |
|  | Marcatori | 71’ Guglielmotti 74’ Galuppini |

| Arbitro: | Delrio (Reggio Emilia) |

|            |           |            |
| Baniya 65’ | Marcatori | 30’ Figoli |

| Arbitro: | Carrione (Castellammare di Stabia) |

|                   |           |                         |
| Comi 51’ Masi 57’ | Marcatori | 1’, 9’ (rig.) Galuppini |

| Arbitro: | Di Marco (Ciampino) |

|             |           |                |
| Kabashi 42’ | Marcatori | 45+2’ Molinari |

| Arbitro: | Giordano (Novara) |

|         |           |                           |
| Cori 6’ | Marcatori | 37’ Galuppini 62’ Plescia |

| Arbitro: | Cosso (Reggio Calabria) |

|             |           |             |
| Plescia 46’ | Marcatori | 89’ G. Gori |

#### Girone di ritorno
| Arbitro: | Donda (Cormons) |

|                             |           |             |
| Sorrentino 8’ Anghileri 89’ | Marcatori | 82’ Solerio |

| Arbitro: | Feliciani (Teramo) |

|                            |           |               |
| Tommasini 65’ Bruzzo 90+4’ | Marcatori | 53’ Galuppini |

| Arbitro: | Moriconi (Roma) |

|                  |           |  |
| Guglielmotti 22’ | Marcatori |  |

| Arbitro: | Ricci (Firenze) |

|                             |           |  |
| Ganz 33’ (rig.), 88’ (rig.) | Marcatori |  |

| Olbia 2 febbraio 2020, ore 15:00 CET 24ª giornata | Olbia          | 0 – 0 referto | Renate | Stadio Bruno Nespoli (810 spett.)\| Arbitro: \| Cudini (Fermo) \| |
| Arbitro:                                          | Cudini (Fermo) |               |        |                                                                   |

| Arbitro: | Zufferli (Udine) |

|               |           |  |
| Galuppini 82’ | Marcatori |  |

| Arbitro: | D'Ascanio (Ancona) |

|                  |           |             |
| Valente 36’, 79’ | Marcatori | 81’ De Sena |

| Arbitro: | Delrio (Reggio Emilia) |

|                |           |                      |
| Sorrentino 61’ | Marcatori | 50’ Duca 75’ Franchi |

| Gozzano 26 febbraio 2020 28ª giornata | Gozzano | – (annullata) | Renate | Stadio Alfredo d'Albertas |

| Meda 1º marzo 2020 29ª giornata | Renate | – (annullata) | Juventus U23 | Stadio Città di Meda |

| Novara 8 marzo 2020 30ª giornata | Novara | – (annullata) | Renate | Stadio Silvio Piola |

| Meda 15 marzo 2020 31ª giornata | Renate | – (annullata) | Monza | Stadio Città di Meda |

| Siena 22 marzo 2020 32ª giornata | Siena | – (annullata) | Renate | Stadio Artemio Franchi |

| Meda 25 marzo 2020 33ª giornata | Renate | – (annullata) | Lecco | Stadio Città di Meda |

| Grosseto 29 marzo 2020 34ª giornata | Pianese | – (annullata) | Renate | Stadio Carlo Zecchini |

| Meda 5 aprile 2020 35ª giornata | Renate | – (annullata) | Pro Vercelli | Stadio Città di Meda |

| Busto Arsizio 11 aprile 2020 36ª giornata | Pro Patria | – (annullata) | Renate | Stadio Carlo Speroni |

| Meda 19 aprile 2020 37ª giornata | Renate | – (annullata) | AlbinoLeffe | Stadio Città di Meda |

| Arezzo 26 aprile 2020 38ª giornata | Arezzo | – (annullata) | Renate | Stadio Città di Arezzo |

#### Play-off
| Arbitro: | G. Miele (Nola) |

|                  |           |                   |
| Guglielmotti 36’ | Marcatori | 24’, 58’ González |

### Coppa Italia Serie C

#### Fase a gironi
| Arbitro: | Cherchi (Carbonia) |

|  |           |             |
|  | Marcatori | 51’ Damonte |

| Arbitro: | Delrio (Reggio nell'Emilia) |

|                                            |           |                            |
| Galuppini 12’, 44’ Kabashi 38’ Plescia 85’ | Marcatori | 29’ Marano 30’ Gabrielloni |

#### Primo turno
| Arbitro: | Frascaro (Firenze) |

|                                                  |           |             |
| Gliozzi 13’ E. Marchi 15’ Mosti 36’ Iocolano 68’ | Marcatori | 33’ De Sena |

## Statistiche

### Statistiche di squadra
| Competizione         | Punti | In casa | In casa | In casa | In casa | In casa | In casa | In trasferta | In trasferta | In trasferta | In trasferta | In trasferta | In trasferta | Totale | Totale | Totale | Totale | Totale | Totale | D.R. |
| Competizione         | Punti | G       | V       | N       | P       | Gf      | Gs      | G            | V            | N            | P            | Gf           | Gs           | G      | V      | N      | P      | Gf     | Gs     | D.R. |
| -------------------- | ----- | ------- | ------- | ------- | ------- | ------- | ------- | ------------ | ------------ | ------------ | ------------ | ------------ | ------------ | ------ | ------ | ------ | ------ | ------ | ------ | ---- |
| Serie C              | 43    | 14      | 7       | 6       | 1       | 20      | 8       | 13           | 4            | 4            | 5            | 14           | 14           | 27     | 11     | 10     | 6      | 34     | 22     | +12  |
| Coppa Italia Serie C | 6     | 1       | 1       | 0       | 0       | 4       | 2       | 2            | 1            | 0            | 1            | 2            | 4            | 3      | 2      | 0      | 1      | 6      | 6      | 0    |
| Totale               | 49    | 15      | 8       | 6       | 1       | 24      | 10      | 15           | 5            | 4            | 6            | 16           | 18           | 30     | 13     | 10     | 7      | 40     | 28     | +12  |

### Andamento in campionato
| Giornata  | 1 | 2 | 3 | 4 | 5 | 6 | 7 | 8 | 9 | 10 | 11 | 12 | 13 | 14 | 15 | 16 | 17 | 18 | 19 | 20 | 21 | 22 | 23 | 24 | 25 | 26 | 27 | 28 | 29 | 30 | 31 | 32 | 33 | 34 | 35 | 36 | 37 | 38 |
| --------- | - | - | - | - | - | - | - | - | - | -- | -- | -- | -- | -- | -- | -- | -- | -- | -- | -- | -- | -- | -- | -- | -- | -- | -- | -- | -- | -- | -- | -- | -- | -- | -- | -- | -- | -- |
| Luogo     | T | C | T | C | C | T | C | T | C | T  | C  | T  | C  | T  | C  | T  | C  | T  | C  | C  | T  | C  | T  | T  | C  | T  | C  | T  | C  | T  | C  | T  | C  | T  | C  | T  | C  | T  |
| Risultato | V | V | P | V | V | N | N | V | V | P  | N  | N  | N  | V  | N  | N  | N  | V  | N  | V  | P  | V  | P  | N  | V  | P  | P  | –  | –  | –  | –  | –  | –  | –  | –  | –  | –  | –  |
| Posizione | 6 | 1 | 2 | 2 | 2 | 3 | 3 | 3 | 2 | 2  | 2  | 2  | 4  | 2  | 2  | 2  | 2  | 3  | 3  | 3  | 3  | 3  | 3  | 3  | 2  | 2  | 3  | –  | –  | –  | –  | –  | –  | –  | –  | –  | –  | –  |

Legenda:

Luogo: C = Casa; T = Trasferta. Risultato: V = Vittoria; N = Pareggio; P = Sconfitta.